# William Ling
William Ling (1. august 1908 – 8. maj 1984) var en fodbolddommer fra England. Han er mest kendt for at have dømt finalen ved VM 1954 mellem Vesttyskland og Ungarn.

## VM 1954
- Ungarn  –  Vesttyskland 8-3 (gruppespil).
- Vesttyskland  –  Ungarn 3-2 (finale).

## Kampe med danske hold
- Den 5. august 1948: OL 1948: Danmark – Italien 5-3.